# Coppa Libertadores 2025
La Coppa Libertadores 2025 è la 66ª edizione della Coppa Libertadores d'America, il più importante torneo di calcio del Sud America organizzato dalla CONMEBOL. Al torneo partecipano 47 squadre provenienti dai 10 paesi latinoamericani affiliati alla CONMEBOL: Argentina, Bolivia, Brasile, Cile, Colombia, Ecuador, Paraguay, Perù, Uruguay e Venezuela. Il torneo ha preso avvio il 4 febbraio 2025 e terminerà con la disputa della finale il 29 novembre 2025. Campione in carica della Copa Libertadores è il Botafogo, che nell'edizione precedente ha ottenuto la sua prima vittoria del trofeo nella sua storia.
La squadra vincitrice della coppa otterrà il diritto di partecipare alla Coppa Intercontinentale FIFA 2025, alla Recopa Sudamericana 2025, alla Coppa del mondo per club FIFA 2029, nonché l'automatica qualificazione per la successiva edizione della manifestazione.

## Formato
La manifestazione, come nell'edizione precedente, è suddivisa in tre fasi separate: una fase di qualificazione preliminare (suddivisa a sua volta in 3 fasi successive), la fase a gironi e la fase finale ad eliminazione diretta.

### Fase preliminare
Alla fase preliminare hanno partecipato un totale di 19 squadre, le quali si sono affrontate in una serie di tre sfide successive ad eliminazione diretta. Alla conclusione della fase preliminare, solo 4 squadre hanno ottenuto l'accesso alla fase a gironi. D'altra parte, le 4 squadre uscite sconfitte nella Fase 3 delle fasi preliminari  sono passate a disputare la contemporanea Coppa Sudamericana 2025.

### Fase a gironi
Le 4 squadre qualificatesi dalla fase preliminare, insieme alle restanti 28 squadre (per un totale di 32 squadre) si sono scontrate nella successiva fase a gironi, organizzata aggregando 4 squadre per ogni girone (per un totale di 8 gironi). Ogni squadra ha affrontato le rispettive 3 avversarie con partite di andata e ritorno per un totale di 6 partite (attribuendo il tradizionale punteggio di 3 punti a vittoria, 1 punto per il pareggio e nessun punto in caso di sconfitta). Le prime 2 squadre di ogni girone hanno ottenuto la qualificazione alla fase finale, mentre le terze classificate hanno ottenuto il diritto di partecipare ad uno spareggio di qualificazione per aggregarsi alla fase finale della contemporanea Copa Sudamericana.

### Fase finale
Le 16 squadre rimanenti sono state distribuite in un "tabellone tennistico" che prevede la disputa successiva di ottavi di finale, quarti di finale, semifinali e finale. Gli accoppiamenti degli ottavi di finale sono stati determinati tramite sorteggio e tutte le sfide, ad eccezione della finale (che viene disputata in gara unica), si disputano con partite di andata e ritorno. La squadra vincitrice della finale vince la Copa Libertadores.

### Tabella riassuntiva
|                            | Squadre entranti nella fase | Squadre provenienti dalla fase precedente                                                               |
| -------------------------- | --- | --- |
| Fase 1 (6 squadre)         | - 1 squadra da Bolivia, Ecuador, Paraguay, Perú, Uruguay e Venezuela | |
| Fase 2 (16 squadre)        | - 2 squadre da Brasile, Cile e Colombia - 1 squadra da Argentina, Bolivia, Ecuador, Paraguay, Perú, Uruguay e Venezuela | - 3 squadre vincitrici della Fase 1                                                                     |
| Fase 3 (8 squadre)         | | - 8 squadre vincitrici della Fase 2                                                                     |
| Fase a gruppi (32 squadre) | - 5 squadre da Brasile e Argentina - 2 squadre da Cile, Colombia, Bolivia, Ecuador, Paraguay, Perú, Uruguay e Venezuela - Squadra vincitrice della Copa Libertadores 2024 - Squadra vincitrice della Copa Sudamericana 2024 | - 4 squadre vincitrici della Fase 3                                                                     |
| Fase finale (16 squadre)   | | - 8 squadre prime classificate della fase a gironi - 8 squadre seconde classificate della fase a gironi |

### Distribuzione
| Federazione                     | Squadre | Fase a gruppi | Fase 3 | Fase 2 | Fase 1 |
| ------------------------------- | ------- | ------------- | ------ | ------ | ------ |
| Brasile                         | 7       | 5             |        | 2      |        |
| Argentina                       | 6       | 5             |        | 1      |        |
| Cile                            | 4       | 2             |        | 2      |        |
| Colombia                        | 4       | 2             |        | 2      |        |
| Bolivia                         | 4       | 2             |        | 1      | 1      |
| Ecuador                         | 4       | 2             |        | 1      | 1      |
| Paraguay                        | 4       | 2             |        | 1      | 1      |
| Perù                            | 4       | 2             |        | 1      | 1      |
| Uruguay                         | 4       | 2             |        | 1      | 1      |
| Venezuela                       | 4       | 2             |        | 1      | 1      |
| Campione Copa Libertadores 2024 | 1       | 1             |        |        |        |
| Campione Copa Sudamericana 2024 | 1       | 1             |        |        |        |
| Fasi precedenti                 | –       | 4             | 8      | 3      |        |
| Totale                          | 47      | 32            | 8      | 16     | 6      |

### Calendario
Il programma della competizione è il seguente.
| Fase             | Turno            | Sorteggio        | Andata               | Ritorno              |
| ---------------- | ---------------- | ---------------- | -------------------- | -------------------- |
| Fase preliminare | Fase 1           | 19 dicembre 2024 | 4-6 febbraio 2025    | 11-13 febbraio 2025  |
| Fase preliminare | Fase 2           | 19 dicembre 2024 | 18-20 febbraio 2025  | 25-27 febbraio 2025  |
| Fase preliminare | Fase 3           | 19 dicembre 2024 | 4-6 marzo 2025       | 11-13 marzo 2025     |
| Fase a gruppi    | 1ª giornata      | 17 marzo 2025    | 1-3 aprile 2025      | 1-3 aprile 2025      |
| Fase a gruppi    | 2ª giornata      | 17 marzo 2025    | 8-10 aprile 2025     | 8-10 aprile 2025     |
| Fase a gruppi    | 3ª giornata      | 17 marzo 2025    | 22-24 aprile 2025    | 22-24 aprile 2025    |
| Fase a gruppi    | 4ª giornata      | 17 marzo 2025    | 6-8 maggio 2025      | 6-8 maggio 2025      |
| Fase a gruppi    | 5ª giornata      | 17 marzo 2025    | 13-15 maggio 2025    | 13-15 maggio 2025    |
| Fase a gruppi    | 6ª giornata      | 17 marzo 2025    | 27-29 maggio 2025    | 27-29 maggio 2025    |
| Fase finale      | Ottavi di finale | 4 giugno 2025    | 12-14 agosto 2025    | 19-21 agosto 2025    |
| Fase finale      | Quarti di finale | 4 giugno 2025    | 16-18 settembre 2025 | 23-25 settembre 2025 |
| Fase finale      | Semifinali       | 4 giugno 2025    | 21-22 ottobre 2025   | 28-29 ottobre 2025   |
| Fase finale      | Finale           | 4 giugno 2025    | 29 novembre 2025     | 29 novembre 2025     |

## Sede della finale
La CONMEBOL deve ancora decidere la sede della finale della Copa Libertadores 2025. In una prima fase erano state presentate due candidature principali per ospitare l'evento. La prima candidatura era quella avanzata dalla federazione brasiliana, con la sua proposta di far disputare la gara presso l'Estádio Nacional Mané Garrincha di Brasilia (candidatura sostenuta anche dal governatore statale, Ibaneis Rocha). La seconda ipotesi era quella avanzata dalla federazione uruguayana, che ha proposto come sede della finale l'Estadio Centenario di Montevideo (impianto che ha già ospitato la finale dell'edizione 2021).
Quindi, il 28 aprile, il presidente della CONMEBOL, Alejandro Domínguez ha comunicato ufficialmente la sede della finale, che si disputerà a Lima (Perù); la capitale peruviana ospiterà in tal modo per la seconda volta la partita conclusiva della Copa Libertadores da quando è stato introdotto l'attuale formato, dopo la finale del 2019 tra River Plate e Flamengo. L'11 agosto 2025 la CONMEBOL ha comunicato ufficialmente l'impianto sede della finale, che sarà l'Estadio Monumental di Lima.

## Squadre
Al torneo partecipano 47 squadre appartenenti alle 10 federazioni della CONMEBOL, e i criteri di qualificazione sono determinati dalle singole federazioni nazionali.
| Nazione                 | Squadra                         | Qualificazione                                                                                           |
| ----------------------- | ------------------------------- | --- |
| Argentina (6 squadre+1) | Racing Club (ARG 1)             | Campione della Copa Sudamericana 2024                                                                    |
| Argentina (6 squadre+1) | Vélez Sarsfield (ARG 2)         | Campione della Liga Profesional 2024                                                                     |
| Argentina (6 squadre+1) | Estudiantes (LP) (ARG 3)        | Campione della Copa de la Liga Profesional 2024                                                          |
| Argentina (6 squadre+1) | Central Córdoba (SdE) (ARG 4)   | Campione della Copa Argentina 2024                                                                       |
| Argentina (6 squadre+1) | Talleres (C) (ARG 5)            | 1ª classificata nella Tabla general della stagione 2024                                                  |
| Argentina (6 squadre+1) | River Plate (ARG 6)             | 2ª classificata nella Tabla general della stagione 2024                                                  |
| Argentina (6 squadre+1) | Boca Juniors (ARG 7)            | 3ª classificata nella Tabla general della stagione 2024                                                  |
| Bolivia (4 squadre)     | San Antonio Bulo Bulo (BOL 1)   | Campione del Torneo Apertura 2024                                                                        |
| Bolivia (4 squadre)     | Bolívar (BOL 2)                 | Campione del Torneo Clausura 2024                                                                        |
| Bolivia (4 squadre)     | The Strongest (BOL 3)           | 1ª classificata nella tabla acumulada della stagione 2024                                                |
| Bolivia (4 squadre)     | Blooming (BOL 4)                | 5ª classificata nella tabla acumulada della stagione 2024                                                |
| Brasile (7+1 squadre)   | Botafogo (BRA)                  | Campione della Copa Libertadores 2024                                                                    |
| Brasile (7+1 squadre)   | Flamengo (BRA 2)                | Campione della Copa do Brasil 2024                                                                       |
| Brasile (7+1 squadre)   | Palmeiras (BRA 3)               | 2ª classificata nel Brasileirão 2024                                                                     |
| Brasile (7+1 squadre)   | Fortaleza (BRA 4)               | 4ª classificata nel Brasileirão 2024                                                                     |
| Brasile (7+1 squadre)   | Internacional (BRA 5)           | 5ª classificata nel Brasileirão 2024                                                                     |
| Brasile (7+1 squadre)   | San Paolo (BRA 6)               | 6ª classificata nel Brasileirão 2024                                                                     |
| Brasile (7+1 squadre)   | Corinthians (BRA 7)             | 7ª classificata nel Brasileirão 2024                                                                     |
| Brasile (7+1 squadre)   | Bahia (BRA 8)                   | 8ª classificata nel Brasileirão 2024                                                                     |
| Cile (4 squadre)        | Colo-Colo (CHL 1)               | Campione della Primera División 2024                                                                     |
| Cile (4 squadre)        | Universidad de Chile (CHL 2)    | 2ª classificata nella Primera División 2024                                                              |
| Cile (4 squadre)        | Dep. Iquique (CHL 3)            | 3ª classificata nella Primera División 2024                                                              |
| Cile (4 squadre)        | Ñublense (CHL 4)                | Finalista della Copa Chile 2024                                                                          |
| Colombia (4 squadre)    | Atlético Bucaramanga (COL 1)    | Campione del Torneo Apertura 2024                                                                        |
| Colombia (4 squadre)    | Atlético Nacional (COL 2)       | Campione del Torneo Finalización 2024                                                                    |
| Colombia (4 squadre)    | Deportes Tolima (COL 3)         | 1ª classificata nella Tabla de reclasificación della stagione 2024                                       |
| Colombia (4 squadre)    | Ind. Santa Fe (COL 4)           | 2ª classificata nella Tabla de reclasificación della stagione 2024                                       |
| Ecuador (4+1 squadre)   | LDU Quito (ECU 1)               | Campione della Serie A 2024                                                                              |
| Ecuador (4+1 squadre)   | Independiente del Valle (ECU 2) | 2ª classificata nella Serie A 2024                                                                       |
| Ecuador (4+1 squadre)   | Barcelona SC (ECU 3)            | 1ª classificata nella Tabla acumulada della stagione 2024                                                |
| Ecuador (4+1 squadre)   | El Nacional (ECU 4)             | Campione della Copa Ecuador 2024                                                                         |
| Paraguay (4 squadre)    | Olimpia (PRY 1)                 | Campione del Torneo Clausura 2024 e miglior classificata nella Tabla acumulada della stagione 2024       |
| Paraguay (4 squadre)    | Libertad (PRY 2)                | Campione del Torneo Apertura 2024 e peggior classificata nella Tabla acumulada della stagione 2024       |
| Paraguay (4 squadre)    | Cerro Porteño (PRY 3)           | 2ª classificata nella Tabla acumulada della stagione 2024                                                |
| Paraguay (4 squadre)    | Nacional (PRY 4)                | Finalista della Copa Paraguay 2024                                                                       |
| Perù (4 squadre)        | Universitario (PER 1)           | Campione della Liga 1 2024                                                                               |
| Perù (4 squadre)        | Sporting Cristal (PER 2)        | 2ª classificata nella Liga 1 2024                                                                        |
| Perù (4 squadre)        | Melgar (PER 3)                  | 3ª classificata nella Tabla acumulada della stagione 2024                                                |
| Perù (4 squadre)        | Alianza Lima (PER 4)            | 3ª classificata nella Tabla acumulada della stagione 2024                                                |
| Uruguay (4 squadre)     | Peñarol (URY 1)                 | Campione della Campeonato Uruguayo de Primera División 2024                                              |
| Uruguay (4 squadre)     | Nacional (URY 2)                | 1ª classificata nella Tabla anual non essendo finalista del Campeonato Uruguayo de Primera División 2024 |
| Uruguay (4 squadre)     | Boston River (URY 3)            | 2ª classificata nella Tabla anual non essendo finalista del Campeonato Uruguayo de Primera División 2024 |
| Uruguay (4 squadre)     | Defensor Sporting (URY 4)       | 3ª classificata nella Tabla anual non essendo finalista del Campeonato Uruguayo de Primera División 2024 |
| Venezuela (4 squadre)   | Deportivo Táchira (VEN 1)       | Campione della Primera División de Venezuela 2024                                                        |
| Venezuela (4 squadre)   | Carabobo (VEN 2)                | 2ª classificata nella Primera División de Venezuela 2024                                                 |
| Venezuela (4 squadre)   | Universidad Central (VEN 3)     | 2ª classificata nella Tabla acumulada della stagione 2024                                                |
| Venezuela (4 squadre)   | Monagas (VEN 4)                 | 3ª classificata nella Tabla acumulada della stagione 2024                                                |

## Sorteggio

### Fase preliminare
Il sorteggio della fase preliminare si è tenuto il 19 dicembre 2024 presso la sede della CONMEBOL di Luque (Paraguay), contemporaneamente al sorteggio della fase preliminare della Copa Sudamericana 2025. La composizione delle urne è stata determinata sulla base del ranking CONMEBOL ufficiale del 16 dicembre 2024, con il divieto di accoppiare due squadre dello stesso paese (ad eccezione del caso in cui l'accoppiamento sia determinato in una fase precedente). Al momento del sorteggio non erano ancora state determinate BOL 1, BOL 2 e COL 2; per questo motivo, sono state posizionate nell'ultima urna di ogni fase.

#### Fase 1
Nota: tra parentesi il ranking CONMEBOL.
| Urna 1                                                          | Urna 2                                     |
| --------------------------------------------------------------- | ------------------------------------------ |
| - Alianza Lima (50) - El Nacional (68) - Defensor Sporting (75) | - Nacional (85) - Monagas (99) - Bolivia 4 |

#### Fase 2
Nota: tra parentesi il ranking CONMEBOL.
| Urna 1 | Urna 2                                                                                               |
| --- | --- |
| - Boca Juniors (3) - Corinthians (18) - Cerro Porteño (20) - Barcelona (28) - Santa Fe (45) - Melgar (51) - Bahia (77) - Ñublense (90) | - Deportes Iquique (152) - Boston River (206) - Universidad Central (–) - Bolivia 3 - Colombia 3 o 4 |

### Fase a gironi
Il sorteggio della fase a gironi si è tenuto il 17 marzo 2025 presso la sede della CONMEBOL di Luque (Paraguay), insieme al sorteggio della fase a gironi della contemporanea Copa Sudamericana.
La composizione delle 4 urne nelle quali sono state distribuite le squadre è stato determinato dal ranking CONMEBOL al 16 dicembre 2024. Nella composizione dei gruppi (ognuno composto da 4 squadre) si rispetterà il criterio per cui in ognuno di essi non vi potranno essere due squadre della stessa federazione, a meno che una delle due non provenga dalla fase preliminare.
| Urna 1 | Urna 2 | Urna 3 | Urna 4 |
| --- | --- | --- | --- |
| - Botafogo (21) - River Plate (1) - Palmeiras (2) - Flamengo (4) - Peñarol (5) - Nacional (6) - São Paulo (8) - Racing Club (12) | - Olimpia (13) - Liga de Quito (14) - Internacional (15) - Libertad (16) - Independiente del Valle (17) - Colo-Colo (23) - Estudiantes (LP) (24) - Bolívar (27) | - Atlético Nacional (28) - Vélez Sarsfield (29) - Fortaleza (37) - Sporting Cristal (38) - Universitario (41) - Talleres (C) (46) - Deportivo Táchira (49) - Universidad de Chile (57) | - Carabobo (173) - Atlético Bucaramanga (198) - Central Córdoba (SdE) (–) - San Antonio Bulo Bulo (–) - Alianza Lima (50) - Bahia (77) - Cerro Porteño (20) - Barcelona (25) |

### Fase finale
Il sorteggio della fase finale si è tenuto il 2 giugno 2025 presso la sede della CONMEBOL di Luque, in Paraguay. Per gli ottavi di finale, le 16 squadre qualificate sono state divise in due urne, nella prima delle quali sono state inserite le squadre vincitrici di ogni girone, mentre nel secondo sono state inserite le seconde classificate. Nella formazione degli accoppiamenti, le squadre estratte nella Urna 1 hanno ottenuto il vantaggio di disputare la gara di ritorno degli ottavi di finale in casa. Secondo il regolamento della manifestazione, potevano essere estratte in uno stesso accoppiamento due squadre appartenenti alla stessa federazione. Il seeding delle singole squadre all'interno di ogni urna è stato definito sulla base di una classifica che ha riunito le squadre qualificate alla fase finale e che ha tenuto conto dei risultati ottenuti nella fase a gironi.

#### Classifica avulsa
| S  | G | Squadra           | Pt | G | V | N | P | GF | GS | DG  |
| -- | - | ----------------- | -- | - | - | - | - | -- | -- | --- |
| 1  | G | Palmeiras         | 18 | 6 | 6 | 0 | 0 | 17 | 4  | +13 |
| 2  | D | San Paolo         | 14 | 6 | 4 | 2 | 0 | 10 | 4  | +6  |
| 3  | E | Racing Club       | 13 | 6 | 4 | 1 | 1 | 14 | 3  | +11 |
| 4  | B | River Plate       | 12 | 6 | 3 | 3 | 0 | 13 | 7  | +6  |
| 5  | A | Estudiantes (LP)  | 12 | 6 | 4 | 0 | 2 | 11 | 5  | +6  |
| 6  | H | Vélez Sarsfield   | 11 | 6 | 3 | 2 | 1 | 11 | 4  | +7  |
| 7  | F | Internacional     | 11 | 6 | 3 | 2 | 1 | 12 | 8  | +4  |
| 8  | C | LDU Quito         | 11 | 6 | 3 | 2 | 1 | 8  | 4  | +4  |
|    |   |                   |    |   |   |   |   |    |    |     |
| 9  | A | Botafogo          | 12 | 6 | 4 | 0 | 2 | 8  | 5  | +3  |
| 10 | H | Peñarol           | 11 | 6 | 3 | 2 | 1 | 9  | 4  | +5  |
| 11 | C | Flamengo          | 11 | 6 | 3 | 2 | 1 | 6  | 3  | +3  |
| 12 | F | Atlético Nacional | 9  | 6 | 3 | 0 | 3 | 7  | 6  | +1  |
| 13 | D | Libertad          | 9  | 6 | 2 | 3 | 1 | 6  | 5  | +1  |
| 14 | E | Fortaleza         | 8  | 6 | 2 | 2 | 2 | 8  | 5  | +3  |
| 15 | B | Universitario     | 8  | 6 | 2 | 2 | 2 | 4  | 4  | 0   |
| 16 | G | Cerro Porteño     | 7  | 6 | 2 | 1 | 3 | 7  | 11 | -4  |

| Urna 1 | Urna 2 |
| --- | --- |
| - Palmeiras (1) - San Paolo (2) - Racing Club (3) - River Plate (4) - Estudiantes (LP) (5) - Vélez Sarsfield (6) - Internacional (7) - LDU Quito (8) | - Botafogo (9) - Peñarol (10) - Flamengo (11) - Atlético Nacional (12) - Libertad (13) - Fortaleza (14) - Universitario (15) - Cerro Porteño (16) |

## Fase preliminare

### Tabellone

#### Parte 1
|  | Fase 1 6-13 febbraio 2025 | Fase 1 6-13 febbraio 2025 | Fase 1 6-13 febbraio 2025 | Fase 1 6-13 febbraio 2025 | Fase 1 6-13 febbraio 2025 |  |  | Fase 2 19-26 febbraio 2025 | Fase 2 19-26 febbraio 2025 | Fase 2 19-26 febbraio 2025 | Fase 2 19-26 febbraio 2025 | Fase 2 19-26 febbraio 2025 |   |   | Fase 3 5-12 marzo 2025 | Fase 3 5-12 marzo 2025 | Fase 3 5-12 marzo 2025 | Fase 3 5-12 marzo 2025 | Fase 3 5-12 marzo 2025 |  |
|  |                           |                           |                           |                           |                           |  |  |                            |                            |                            |                            |                            |   |   |                        |                        |                        |                        |                        |  |
|  |                           |                           |                           |                           |                           |  |  | Universidad Central        | Universidad Central        | 1                          | 2                          | 3                          |   |   |                        |                        |                        |                        |                        |  |
|  |                           |                           |                           |                           |                           |  |  | Corinthians                | Corinthians                | 1                          | 3                          | 4                          |   |   |                        |                        |                        |                        |                        |  |
|  |                           |                           |                           |                           |                           |  |  |                            |                            |                            |                            |                            |   |   | Barcelona SC           | Barcelona SC           | 3                      | 0                      | 3                      |  |
|  |                           |                           |                           |                           |                           |  |  |                            |                            | Corinthians                | Corinthians                | 0                          | 2 | 2 |                        |                        |                        |                        |                        |  |
|  |                           |                           |                           |                           |                           |  |  | El Nacional                | El Nacional                | 0                          | 1                          | 1                          |   |   |                        |                        |                        |                        |                        |  |
|  | Blooming                  | Blooming                  | 3                         | 1                         | 4 (3)                     |  |  | Barcelona SC               | Barcelona SC               | 1                          | 1                          | 2                          |   |   |                        |                        |                        |                        |                        |  |
|  | El Nacional (dtr)         | El Nacional (dtr)         | 2                         | 2                         | 4 (4)                     |  |  |                            |                            |                            |                            |                            |   |   |                        |                        |                        |                        |                        |  |

#### Parte 2
|  | Fase 1 6-13 febbraio 2025 | Fase 1 6-13 febbraio 2025 | Fase 1 6-13 febbraio 2025 | Fase 1 6-13 febbraio 2025 | Fase 1 6-13 febbraio 2025 |  |  | Fase 2 19-26 febbraio 2025 | Fase 2 19-26 febbraio 2025 | Fase 2 19-26 febbraio 2025 | Fase 2 19-26 febbraio 2025 | Fase 2 19-26 febbraio 2025 |   |   | Fase 3 5-12 marzo 2025 | Fase 3 5-12 marzo 2025 | Fase 3 5-12 marzo 2025 | Fase 3 5-12 marzo 2025 | Fase 3 5-12 marzo 2025 |  |
|  |                           |                           |                           |                           |                           |  |  |                            |                            |                            |                            |                            |   |   |                        |                        |                        |                        |                        |  |
|  |                           |                           |                           |                           |                           |  |  | Dep. Iquique (dtr)         | Dep. Iquique (dtr)         | 2                          | 1                          | 3 (2)                      |   |   |                        |                        |                        |                        |                        |  |
|  |                           |                           |                           |                           |                           |  |  | Ind. Santa Fe              | Ind. Santa Fe              | 1                          | 2                          | 3 (1)                      |   |   |                        |                        |                        |                        |                        |  |
|  |                           |                           |                           |                           |                           |  |  |                            |                            |                            |                            |                            |   |   | Dep. Iquique           | Dep. Iquique           | 1                      | 1                      | 2                      |  |
|  |                           |                           |                           |                           |                           |  |  |                            |                            | Alianza Lima               | Alianza Lima               | 2                          | 1 | 3 |                        |                        |                        |                        |                        |  |
|  |                           |                           |                           |                           |                           |  |  | Alianza Lima (dtr)         | Alianza Lima (dtr)         | 1                          | 1                          | 2 (5)                      |   |   |                        |                        |                        |                        |                        |  |
|  | Nacional                  | Nacional                  | 1                         | 1                         | 2                         |  |  | Boca Juniors               | Boca Juniors               | 0                          | 2                          | 2 (4)                      |   |   |                        |                        |                        |                        |                        |  |
|  | Alianza Lima              | Alianza Lima              | 1                         | 3                         | 4                         |  |  |                            |                            |                            |                            |                            |   |   |                        |                        |                        |                        |                        |  |

#### Parte 3
|  | Fase 1 6-13 febbraio 2025 | Fase 1 6-13 febbraio 2025 | Fase 1 6-13 febbraio 2025 | Fase 1 6-13 febbraio 2025 | Fase 1 6-13 febbraio 2025 |  |  | Fase 2 19-26 febbraio 2025 | Fase 2 19-26 febbraio 2025 | Fase 2 19-26 febbraio 2025 | Fase 2 19-26 febbraio 2025 | Fase 2 19-26 febbraio 2025 |   |   | Fase 3 5-12 marzo 2025 | Fase 3 5-12 marzo 2025 | Fase 3 5-12 marzo 2025 | Fase 3 5-12 marzo 2025 | Fase 3 5-12 marzo 2025 |  |
|  |                           |                           |                           |                           |                           |  |  |                            |                            |                            |                            |                            |   |   |                        |                        |                        |                        |                        |  |
|  | Monagas                   | Monagas                   | 2                         | 2                         | 4                         |  |  |                            |                            |                            |                            |                            |   |   |                        |                        |                        |                        |                        |  |
|  | Defensor Sporting         | Defensor Sporting         | 0                         | 0                         | 0                         |  |  | Monagas                    | Monagas                    | 0                          | 1                          | 1                          |   |   |                        |                        |                        |                        |                        |  |
|  |                           |                           |                           |                           |                           |  |  | Cerro Porteño              | Cerro Porteño              | 4                          | 3                          | 7                          |   |   |                        |                        |                        |                        |                        |  |
|  |                           |                           |                           |                           |                           |  |  |                            |                            |                            |                            |                            |   |   | Melgar                 | Melgar                 | 0                      | 2                      | 2                      |  |
|  |                           |                           |                           |                           |                           |  |  |                            |                            | Cerro Porteño              | Cerro Porteño              | 1                          | 4 | 5 |                        |                        |                        |                        |                        |  |
|  |                           |                           |                           |                           |                           |  |  | Deportes Tolima            | Deportes Tolima            | 0                          | 0                          | 0                          |   |   |                        |                        |                        |                        |                        |  |
|  |                           |                           |                           |                           |                           |  |  | Melgar                     | Melgar                     | 1                          | 1                          | 2                          |   |   |                        |                        |                        |                        |                        |  |

#### Parte 4
|  | Fase 2 19-26 febbraio 2025 | Fase 2 19-26 febbraio 2025 | Fase 2 19-26 febbraio 2025 | Fase 2 19-26 febbraio 2025 | Fase 2 19-26 febbraio 2025 |  |  | Fase 3 5-12 marzo 2025 | Fase 3 5-12 marzo 2025 | Fase 3 5-12 marzo 2025 | Fase 3 5-12 marzo 2025 | Fase 3 5-12 marzo 2025 |  |
|  |                            |                            |                            |                            |                            |  |  |                        |                        |                        |                        |                        |  |
|  | The Strongest              | The Strongest              | 1                          | 0                          | 1                          |  |  |                        |                        |                        |                        |                        |  |
|  | Bahia                      | Bahia                      | 1                          | 3                          | 4                          |  |  | Boston River           | Boston River           | 0                      | 0                      | 0                      |  |
|  | Boston River               | Boston River               | 1                          | 1                          | 2                          |  |  | Bahia                  | Bahia                  | 0                      | 1                      | 1                      |  |
|  | Ñublense                   | Ñublense                   | 0                          | 1                          | 1                          |  |  |                        |                        |                        |                        |                        |  |

### Fase 1
Alla Fase 1 hanno partecipato le 6 squadre che hanno ottenuto gli ultimi posti disponibili per Bolivia, Ecuador, Paraguay, Perù, Uruguay e Venezuela. Le 6 squadre sono state accoppiate in tre sfide, che si sono realizzate con gare di andata e ritorno. In caso di pareggio al termine delle due gare, il regolamento della manifestazione prevedeva la disputa diretta dei calci di rigore, senza passare per i tempi supplementari. Le 3 squadre vincitrici hanno ottenuto la qualificazione alla Fase 2.

#### Risultati
| Squadra 1 | Totale         | Squadra 2         | Andata | Ritorno |
| --------- | -------------- | ----------------- | ------ | ------- |
| Blooming  | 4 -4 (3-4 dtr) | El Nacional       | 3 - 2  | 1 - 2   |
| Nacional  | 2 - 4          | Alianza Lima      | 1 - 1  | 1 - 3   |
| Monagas   | 4 - 0          | Defensor Sporting | 2 - 0  | 2 - 0   |

### Fase 2
Alla Fase 2 hanno preso parte 16 squadre, ovvero le 3 squadre vincenti della Fase 1 e 2 squadre da Brasile, Cile e Colombia, nonché 1 squadra da Argentina, Bolivia, Ecuador, Paraguay, Perù, Uruguay e Venezuela. Come nella Fase 1, anche in questa fase le sfide si sono realizzate con gare di andata e ritorno, prevedendo la disputa diretta dei calci di rigore in caso di parità al termine dei tempi regolamentari. Le 8 squadre vincitrici hanno ottenuto l'accesso alla Fase 3.

#### Risultati
| Squadra 1           | Totale          | Squadra 2     | Andata | Ritorno |
| ------------------- | --------------- | ------------- | ------ | ------- |
| Dep. Iquique        | 3 - 3 (2-1 dtr) | Ind. Santa Fe | 2 - 1  | 1 - 2   |
| The Strongest       | 1 - 4           | Bahia         | 1 - 1  | 0 - 3   |
| Monagas             | 1 - 7           | Cerro Porteño | 0 - 4  | 1 - 3   |
| El Nacional         | 1 - 2           | Barcelona SC  | 0 - 1  | 1 - 1   |
| Universidad Central | 3 - 4           | Corinthians   | 1 - 1  | 2 - 3   |
| Deportes Tolima     | 0 - 2           | Melgar        | 0 - 1  | 0 - 1   |
| Boston River        | 2 - 1           | Ñublense      | 1 - 0  | 1 - 1   |
| Alianza Lima        | 2 - 2 (5-4 dtr) | Boca Juniors  | 1 - 0  | 1 - 2   |

### Fase 3
Alla Fase 3 hanno partecipato 8 squadre, ovvero le squadre vincenti della Fase 2. Come nelle fasi precedenti, anche in questa le sfide si sono disputate gare di andata e ritorno, prevedendo la disputa diretta dei calci di rigore in caso di parità al termine dei tempi regolamentari. Le 4 squadre vincitrici hanno ottenuto l'accesso alla fase a gironi, mentre le 4 squadre sconfitte sono passate a disputare la fase a gironi della Copa Sudamericana 2025.

#### Risultati
| Squadra 1    | Totale | Squadra 2     | Andata | Ritorno |
| ------------ | ------ | ------------- | ------ | ------- |
| Dep. Iquique | 2 - 3  | Alianza Lima  | 1 - 2  | 1 - 1   |
| Boston River | 0 - 1  | Bahia         | 0 - 0  | 0 - 1   |
| Melgar       | 2 - 5  | Cerro Porteño | 0 - 1  | 2 - 4   |
| Barcelona SC | 3 - 2  | Corinthians   | 3 - 0  | 0 - 2   |

- Il vantaggio di giocare in casa la gara di ritorno è andato alla squadra meglio classificata nel ranking CONMEBOL al 16 dicembre 2024.
- Nota: Le 4 squadre uscite sconfitte dalla Fase 3 sono state trasferite alla fase a gironi della Copa Sudamericana 2025.

## Fase a gironi
Il sorteggio della fase a gironi si è tenuto il 17 marzo 2025. Ogni squadra ha affrontato le sue 3 rispettive avversarie in un girone che prevedeva partite di andata e ritorno. Al termine della fase a gironi le 2 squadre con il punteggio più alto si sono qualificate per la fase finale, mentre la 3ª classificata è stata trasferita nella contemporanea Copa Sudamericana, passando a disputare gli spareggi di accesso alle fasi finali di quest'ultima competizione.

### Gruppo A

#### Classifica
| Squadra              | Pt | G | V | N | P | GF | GS | DG  |
| -------------------- | -- | - | - | - | - | -- | -- | --- |
| Estudiantes (LP)     | 12 | 6 | 4 | 0 | 2 | 11 | 5  | +6  |
| Botafogo             | 12 | 6 | 4 | 0 | 2 | 8  | 5  | +3  |
| Universidad de Chile | 10 | 6 | 3 | 1 | 2 | 8  | 6  | +2  |
| Carabobo             | 1  | 6 | 0 | 1 | 5 | 2  | 13 | -11 |

Legenda
      Squadre qualificate alla fase finale.
      Squadra trasferita alla fase finale della Copa Sudamericana 2025.

#### Risultati
| Squadra 1            | Risultato   | Squadra 2            |
| 1ª giornata          | 1ª giornata | 1ª giornata          |
| -------------------- | ----------- | -------------------- |
| Carabobo             | 0 - 2       | Estudiantes (LP)     |
| Universidad de Chile | 1 - 0       | Botafogo             |
| 2ª giornata          |             |                      |
| Botafogo             | 2 - 0       | Carabobo             |
| Estudiantes (LP)     | 1 - 2       | Universidad de Chile |
| 3ª giornata          |             |                      |
| Carabobo             | 1 - 1       | Universidad de Chile |
| Estudiantes (LP)     | 1 - 0       | Botafogo             |
| 4ª giornata          |             |                      |
| Carabobo             | 1 - 2       | Botafogo             |
| Universidad de Chile | 0 - 3       | Estudiantes (LP)     |
| 5ª giornata          |             |                      |
| Universidad de Chile | 4 - 0       | Carabobo             |
| Botafogo             | 3 - 2       | Estudiantes (LP)     |
| 6ª giornata          |             |                      |
| Botafogo             | 1 - 0       | Universidad de Chile |
| Estudiantes (LP)     | 2 - 0       | Carabobo             |

Al termine della fase a gironi, l'Estudiantes de La Plata (Argentina) e il Botafogo (Brasile) hanno ottenuto la qualificazione alla fase finale, mentre l'Universidad de Chile (Cile) è passata a disputare la contemporanea Copa Sudamericana. Il Carabobo (Venezuela) è stato escluso da qualunque competizione.

### Gruppo B

#### Classifica
| Squadra                 | Pt | G | V | N | P | GF | GS | DG |
| ----------------------- | -- | - | - | - | - | -- | -- | -- |
| River Plate             | 12 | 6 | 3 | 3 | 0 | 13 | 7  | +6 |
| Universitario           | 8  | 6 | 2 | 2 | 2 | 4  | 4  | 0  |
| Independiente del Valle | 8  | 6 | 2 | 2 | 2 | 8  | 11 | -3 |
| Barcelona SC            | 4  | 6 | 1 | 1 | 4 | 4  | 7  | -3 |

Legenda
      Squadre qualificate alla fase finale.
      Squadra trasferita alla fase finale della Copa Sudamericana 2025.

#### Risultati
| Squadra 1               | Risultato   | Squadra 2               |
| 1ª giornata             | 1ª giornata | 1ª giornata             |
| ----------------------- | ----------- | ----------------------- |
| Barcelona SC            | 1 - 0       | Independiente del Valle |
| Universitario           | 0 - 1       | River Plate             |
| 2ª giornata             |             |                         |
| River Plate             | 0 - 0       | Barcelona SC            |
| Independiente del Valle | 1 - 0       | Universitario           |
| 3ª giornata             |             |                         |
| Barcelona SC            | 0 - 1       | Universitario           |
| Independiente del Valle | 2 - 2       | River Plate             |
| 4ª giornata             |             |                         |
| Barcelona SC            | 2 - 3       | River Plate             |
| Universitario           | 1 - 1       | Independiente del Valle |
| 5ª giornata             |             |                         |
| Universitario           | 1 - 0       | Barcelona SC            |
| River Plate             | 6 - 2       | Independiente del Valle |
| 6ª giornata             |             |                         |
| River Plate             | 1 - 1       | Universitario           |
| Independiente del Valle | 2 - 1       | Barcelona SC            |

Al termine della fase a gironi, il River Plate (Argentina) e l'Universitario (Perù) hanno ottenuto la qualificazione alla fase finale, mentre l'Independiente del Valle (Ecuador) è passato a disputare la contemporanea Copa Sudamericana. Il Barcelona (Ecuador) è stato escluso da qualunque competizione.

### Gruppo C

#### Classifica
| Squadra               | Pt | G | V | N | P | GF | GS | DG |
| --------------------- | -- | - | - | - | - | -- | -- | -- |
| LDU Quito             | 11 | 6 | 3 | 2 | 1 | 8  | 4  | +4 |
| Flamengo              | 11 | 6 | 3 | 2 | 1 | 6  | 3  | +3 |
| Central Córdoba (SdE) | 11 | 6 | 3 | 2 | 1 | 7  | 7  | 0  |
| Deportivo Táchira     | 0  | 6 | 0 | 0 | 6 | 4  | 11 | -7 |

Legenda
      Squadre qualificate alla fase finale.
      Squadra trasferita alla fase finale della Copa Sudamericana 2025.

#### Risultati
| Squadra 1             | Risultato   | Squadra 2             |
| 1ª giornata           | 1ª giornata | 1ª giornata           |
| --------------------- | ----------- | --------------------- |
| Central Córdoba (SdE) | 0 - 0       | LDU Quito             |
| Deportivo Táchira     | 0 - 1       | Flamengo              |
| 2ª giornata           |             |                       |
| Flamengo              | 1 - 2       | Central Córdoba (SdE) |
| LDU Quito             | 2 - 0       | Deportivo Táchira     |
| 3ª giornata           |             |                       |
| LDU Quito             | 0 - 0       | Flamengo              |
| Central Córdoba (SdE) | 2 - 1       | Deportivo Táchira     |
| 4ª giornata           |             |                       |
| Deportivo Táchira     | 2 - 3       | LDU Quito             |
| Central Córdoba (SdE) | 1 - 1       | Flamengo              |
| 5ª giornata           |             |                       |
| Deportivo Táchira     | 1 - 2       | Central Córdoba (SdE) |
| Flamengo              | 2 - 0       | LDU Quito             |
| 6ª giornata           |             |                       |
| Flamengo              | 1 - 0       | Deportivo Táchira     |
| LDU Quito             | 3 - 0       | Central Córdoba (SdE) |

Al termine della fase a gironi, la Liga de Quito (Ecuador) e il Flamengo (Brasile) hanno ottenuto la qualificazione alla fase finale, mentre il Central Córdoba de Santiago del Estero (Argentina) è passato a disputare la contemporanea Copa Sudamericana. Il Deportivo Táchira (Venezuela) è stato escluso da qualunque competizione.

### Gruppo D

#### Classifica
| Squadra      | Pt | G | V | N | P | GF | GS | DG |
| ------------ | -- | - | - | - | - | -- | -- | -- |
| San Paolo    | 14 | 6 | 4 | 2 | 0 | 10 | 4  | +6 |
| Libertad     | 9  | 6 | 2 | 3 | 1 | 6  | 5  | +1 |
| Alianza Lima | 5  | 6 | 1 | 2 | 3 | 7  | 11 | -4 |
| Talleres (C) | 4  | 6 | 1 | 1 | 4 | 5  | 8  | -3 |

Legenda
      Squadre qualificate alla fase finale.
      Squadra trasferita alla fase finale della Copa Sudamericana 2025.

#### Risultati
| Squadra 1    | Risultato   | Squadra 2    |
| 1ª giornata  | 1ª giornata | 1ª giornata  |
| ------------ | ----------- | ------------ |
| Alianza Lima | 0 - 1       | Libertad     |
| Talleres (C) | 0 - 1       | San Paolo    |
| 2ª giornata  |             |              |
| Libertad     | 2 - 0       | Talleres (C) |
| San Paolo    | 2 - 2       | Alianza Lima |
| 3ª giornata  |             |              |
| Alianza Lima | 3 - 2       | Talleres (C) |
| Libertad     | 0 - 2       | San Paolo    |
| 4ª giornata  |             |              |
| Alianza Lima | 0 - 2       | San Paolo    |
| Talleres (C) | 0 - 0       | Libertad     |
| 5ª giornata  |             |              |
| San Paolo    | 1 - 1       | Libertad     |
| Talleres (C) | 2 - 0       | Alianza Lima |
| 6ª giornata  |             |              |
| San Paolo    | 2 - 1       | Talleres (C) |
| Libertad     | 2 - 2       | Alianza Lima |

Al termine della fase a gironi, il San Paolo (Brasile) e il Libertad (Paraguay) hanno ottenuto la qualificazione alla fase finale, mentre l'Alianza Lima (Perù) è passato a disputare la contemporanea Copa Sudamericana. Il Talleres (Argentina) è stato escluso da qualunque competizione.

### Gruppo E

#### Classifica
| Squadra              | Pt | G | V | N | P | GF | GS | DG  |
| -------------------- | -- | - | - | - | - | -- | -- | --- |
| Racing Club          | 13 | 6 | 4 | 1 | 1 | 14 | 3  | +11 |
| Fortaleza            | 8  | 6 | 2 | 2 | 2 | 8  | 5  | +3  |
| Atlético Bucaramanga | 6  | 6 | 1 | 3 | 2 | 6  | 10 | -4  |
| Colo-Colo            | 5  | 6 | 1 | 2 | 3 | 5  | 15 | -10 |

Legenda
      Squadre qualificate alla fase finale.
      Squadra trasferita alla fase finale della Copa Sudamericana 2025.

#### Risultati
| Squadra 1            | Risultato    | Squadra 2            |
| 1ª giornata          | 1ª giornata  | 1ª giornata          |
| -------------------- | ------------ | -------------------- |
| Atlético Bucaramanga | 3 - 3        | Colo-Colo            |
| Fortaleza            | 0 - 3        | Racing Club          |
| 2ª giornata          |              |                      |
| Racing Club          | 1 - 2        | Atlético Bucaramanga |
| Colo-Colo            | 0 - 3 (tav.) | Fortaleza            |
| 3ª giornata          |              |                      |
| Colo-Colo            | 1 - 1        | Racing Club          |
| Atlético Bucaramanga | 1 - 1        | Fortaleza            |
| 4ª giornata          |              |                      |
| Atlético Bucaramanga | 0 - 4        | Racing Club          |
| Fortaleza            | 4 - 0        | Colo-Colo            |
| 5ª giornata          |              |                      |
| Fortaleza            | 0 - 0        | Atlético Bucaramanga |
| Racing Club          | 4 - 0        | Colo-Colo            |
| 6ª giornata          |              |                      |
| Racing Club          | 1 - 0        | Fortaleza            |
| Colo-Colo            | 1 - 0        | Atlético Bucaramanga |

Al termine della fase a gironi, il Racing de Avellaneda (Argentina) e il Fortaleza (Brasile) hanno ottenuto la qualificazione alla fase finale, mentre l'Atlético Bucaramanga (Colombia) è passato a disputare la contemporanea Copa Sudamericana. Il Colo-Colo (Cile) è stato escluso da qualunque competizione.

### Gruppo F

#### Classifica
| Squadra           | Pt | G | V | N | P | GF | GS | DG |
| ----------------- | -- | - | - | - | - | -- | -- | -- |
| Internacional     | 11 | 6 | 3 | 2 | 1 | 12 | 8  | +4 |
| Atlético Nacional | 9  | 6 | 3 | 0 | 3 | 7  | 6  | +1 |
| Bahia             | 7  | 6 | 2 | 1 | 3 | 5  | 7  | -2 |
| Nacional          | 7  | 6 | 2 | 1 | 3 | 7  | 10 | -3 |

Legenda
      Squadre qualificate alla fase finale.
      Squadra trasferita alla fase finale della Copa Sudamericana 2025.

#### Risultati
| Squadra 1         | Risultato   | Squadra 2         |
| 1ª giornata       | 1ª giornata | 1ª giornata       |
| ----------------- | ----------- | ----------------- |
| Atlético Nacional | 3 - 0       | Nacional          |
| Bahia             | 1 - 1       | Internacional     |
| 2ª giornata       |             |                   |
| Nacional          | 0 - 1       | Bahia             |
| Internacional     | 3 - 0       | Atlético Nacional |
| 3ª giornata       |             |                   |
| Internacional     | 3 - 3       | Nacional          |
| Bahia             | 1 - 0       | Atlético Nacional |
| 4ª giornata       |             |                   |
| Bahia             | 1 - 3       | Nacional          |
| Atlético Nacional | 3 - 1       | Internacional     |
| 5ª giornata       |             |                   |
| Atlético Nacional | 1 - 0       | Bahia             |
| Nacional          | 0 - 2       | Internacional     |
| 6ª giornata       |             |                   |
| Nacional          | 1 - 0       | Atlético Nacional |
| Internacional     | 2 - 1       | Bahia             |

Al termine della fase a gironi, l'Internacional (Brasile) e l'Atlético Nacional (Colombia) hanno ottenuto la qualificazione alla fase finale, mentre il Bahia (Brasile) è passato a disputare la contemporanea Copa Sudamericana. Il Nacional (Uruguay) è stato escluso da qualunque competizione.

### Gruppo G

#### Classifica
| Squadra          | Pt | G | V | N | P | GF | GS | DG  |
| ---------------- | -- | - | - | - | - | -- | -- | --- |
| Palmeiras        | 18 | 6 | 6 | 0 | 0 | 17 | 4  | +13 |
| Cerro Porteño    | 7  | 6 | 2 | 1 | 3 | 7  | 11 | -4  |
| Bolívar          | 6  | 6 | 2 | 0 | 4 | 12 | 11 | +1  |
| Sporting Cristal | 4  | 6 | 1 | 1 | 4 | 6  | 16 | -10 |

Legenda
      Squadre qualificate alla fase finale.
      Squadra trasferita alla fase finale della Copa Sudamericana 2025.

#### Risultati
| Squadra 1        | Risultato   | Squadra 2        |
| 1ª giornata      | 1ª giornata | 1ª giornata      |
| ---------------- | ----------- | ---------------- |
| Cerro Porteño    | 4 - 2       | Bolívar          |
| Sporting Cristal | 2 - 3       | Palmeiras        |
| 2ª giornata      |             |                  |
| Bolívar          | 3 - 0       | Sporting Cristal |
| Palmeiras        | 1 - 0       | Cerro Porteño    |
| 3ª giornata      |             |                  |
| Bolívar          | 2 - 3       | Palmeiras        |
| Cerro Porteño    | 2 - 2       | Sporting Cristal |
| 4ª giornata      |             |                  |
| Cerro Porteño    | 0 - 2       | Palmeiras        |
| Sporting Cristal | 2 - 1       | Bolívar          |
| 5ª giornata      |             |                  |
| Sporting Cristal | 0 - 1       | Cerro Porteño    |
| Palmeiras        | 2 - 0       | Bolívar          |
| 6ª giornata      |             |                  |
| Palmeiras        | 6 - 0       | Sporting Cristal |
| Bolívar          | 4 - 0       | Cerro Porteño    |

Al termine della fase a gironi, il Palmeiras (Brasile) e il Cerro Porteño (Paraguay) hanno ottenuto la qualificazione alla fase finale, mentre il Bolívar (Bolivia) è passato a disputare la contemporanea Copa Sudamericana. Lo Sporting Cristal (Perù) è stato escluso da qualunque competizione.

### Gruppo H

#### Classifica
| Squadra               | Pt | G | V | N | P | GF | GS | DG  |
| --------------------- | -- | - | - | - | - | -- | -- | --- |
| Vélez Sarsfield       | 11 | 6 | 3 | 2 | 1 | 11 | 4  | +7  |
| Peñarol               | 11 | 6 | 3 | 2 | 1 | 9  | 4  | +5  |
| San Antonio Bulo Bulo | 6  | 6 | 2 | 0 | 4 | 5  | 15 | -10 |
| Olimpia               | 5  | 6 | 1 | 2 | 3 | 9  | 11 | -2  |

Legenda
      Squadre qualificate alla fase finale.
      Squadra trasferita alla fase finale della Copa Sudamericana 2025.

#### Risultati
| Squadra 1             | Risultato   | Squadra 2             |
| 1ª giornata           | 1ª giornata | 1ª giornata           |
| --------------------- | ----------- | --------------------- |
| San Antonio Bulo Bulo | 3 - 2       | Olimpia               |
| Vélez Sarsfield       | 2 - 1       | Peñarol               |
| 2ª giornata           |             |                       |
| Peñarol               | 2 - 0       | San Antonio Bulo Bulo |
| Olimpia               | 0 - 4       | Vélez Sarsfield       |
| 3ª giornata           |             |                       |
| Olimpia               | 0 - 0       | Peñarol               |
| San Antonio Bulo Bulo | 2 - 1       | Vélez Sarsfield       |
| 4ª giornata           |             |                       |
| San Antonio Bulo Bulo | 0 - 3       | Peñarol               |
| Vélez Sarsfield       | 1 - 1       | Olimpia               |
| 5ª giornata           |             |                       |
| Peñarol               | 3 - 2       | Olimpia               |
| Vélez Sarsfield       | 3 - 0       | San Antonio Bulo Bulo |
| 6ª giornata           |             |                       |
| Peñarol               | 0 - 0       | Vélez Sarsfield       |
| Olimpia               | 4 - 0       | San Antonio Bulo Bulo |

Al termine della fase a gironi, il Vélez Sarsfield (Argentina) e il Club Atlético Peñarol (Uruguay) hanno ottenuto la qualificazione alla fase finale, mentre il San Antonio Bulo Bulo (Bolivia) è passato a disputare la contemporanea Copa Sudamericana. L'Olimpia (Paraguay) è stato escluso da qualunque competizione.

## Fase ad eliminazione diretta
Alla fase ad eliminazione diretta hanno avuto accesso 16 squadre, che sono state distribuite in un tabellone organizzato prevedendo la disputa di ottavi di finale, quarti di finale, semifinali e finale. Ad eccezione della finale, tutte le fasi vengono disputate con un doppio confronto di andata e ritorno, nel quale la squadra con il miglior seeding ha il vantaggio di disputare la seconda gara in casa. Se al termine dei tempi regolamentari di entrambe le gare permane il pareggio tra le due squadre, il regolamento della competizione prevede la disputa direttamente dei calci di rigore (escludendo i tempi supplementari). La finale, invece, viene disputata in gara unica e in campo neutro (con la squadra con il seeding più alto che viene denominata come squadra di casa per ragioni regolamentari-amministrative); al termine dei tempi regolamentari vengono eventualmente disputati due tempi supplementari di 15 minuti ognuno e infine i tiri di rigore nel caso in cui permanga il pareggio.

### Tabellone
|  | Ottavi di finale (12-21 agosto) | Ottavi di finale (12-21 agosto) | Ottavi di finale (12-21 agosto) | Ottavi di finale (12-21 agosto) |   |                           | Quarti di finale (16-25 settembre) | Quarti di finale (16-25 settembre) | Quarti di finale (16-25 settembre) | Quarti di finale (16-25 settembre) |  |                           | Semifinali (21-30 ottobre) | Semifinali (21-30 ottobre) | Semifinali (21-30 ottobre) | Semifinali (21-30 ottobre) |                           |   | Finale (29 novembre) | Finale (29 novembre) |
|  |                                 |                                 |                                 |                                 |   |                           |                                    |                                    |                                    |                                    |  |                           |                            |                            |                            |                            |                           |   |                      |                      |
|  | Atl. Nacional                   | 0                               | 1                               | 1 (3)                           |   |                           |                                    |                                    |                                    |                                    |  |                           |                            |                            |                            |                            |                           |   |                      |                      |
|  | San Paolo (dtr)                 | 0                               | 1                               | 1 (4)                           |   |                           |                                    |                                    |                                    |                                    |  |                           |                            |                            |                            |                            |                           |   |                      |                      |
|  | San Paolo (dtr)                 | 0                               | 1                               | 1 (4)                           |   | San Paolo                 | -                                  | -                                  | -                                  |                                    |  |                           |                            |                            |                            |                            |                           |   |                      |                      |
|  |                                 |                                 |                                 |                                 |   | San Paolo                 | -                                  | -                                  | -                                  |                                    |  |                           |                            |                            |                            |                            |                           |   |                      |                      |
|  |                                 | non conosciuta (bandiera)       | -                               | -                               | - |                           |                                    |                                    |                                    |                                    |  |                           |                            |                            |                            |                            |                           |   |                      |                      |
|  | Botafogo                        | non conosciuta (bandiera)       | -                               | -                               | - | 1                         | -                                  | -                                  |                                    |                                    |  |                           |                            |                            |                            |                            |                           |   |                      |                      |
|  | Botafogo                        |                                 |                                 |                                 |   | 1                         | -                                  | -                                  |                                    |                                    |  |                           |                            |                            |                            |                            |                           |   |                      |                      |
|  | LDU Quito                       | 0                               | -                               | -                               |   |                           |                                    |                                    |                                    |                                    |  |                           |                            |                            |                            |                            |                           |   |                      |                      |
|  | LDU Quito                       | 0                               | -                               | -                               |   |                           |                                    |                                    |                                    |                                    |  | non conosciuta (bandiera) | -                          | -                          | -                          |                            |                           |   |                      |                      |
|  |                                 |                                 |                                 |                                 |   |                           |                                    |                                    |                                    |                                    |  | non conosciuta (bandiera) | -                          | -                          | -                          |                            |                           |   |                      |                      |
|  |                                 | non conosciuta (bandiera)       | -                               | -                               | - |                           |                                    |                                    |                                    |                                    |  |                           |                            |                            |                            |                            |                           |   |                      |                      |
|  | Universitario                   | non conosciuta (bandiera)       | -                               | -                               | - | 0                         | -                                  | -                                  |                                    |                                    |  |                           |                            |                            |                            |                            |                           |   |                      |                      |
|  | Universitario                   |                                 |                                 |                                 |   | 0                         | -                                  | -                                  |                                    |                                    |  |                           |                            |                            |                            |                            |                           |   |                      |                      |
|  | Palmeiras                       | 4                               | -                               | -                               |   |                           |                                    |                                    |                                    |                                    |  |                           |                            |                            |                            |                            |                           |   |                      |                      |
|  | Palmeiras                       | 4                               | -                               | -                               |   | non conosciuta (bandiera) | -                                  | -                                  | -                                  |                                    |  |                           |                            |                            |                            |                            |                           |   |                      |                      |
|  |                                 |                                 |                                 |                                 |   | non conosciuta (bandiera) | -                                  | -                                  | -                                  |                                    |  |                           |                            |                            |                            |                            |                           |   |                      |                      |
|  |                                 | non conosciuta (bandiera)       | -                               | -                               | - |                           |                                    |                                    |                                    |                                    |  |                           |                            |                            |                            |                            |                           |   |                      |                      |
|  | Libertad                        | non conosciuta (bandiera)       | -                               | -                               | - | 0                         | -                                  | -                                  |                                    |                                    |  |                           |                            |                            |                            |                            |                           |   |                      |                      |
|  | Libertad                        |                                 |                                 |                                 |   | 0                         | -                                  | -                                  |                                    |                                    |  |                           |                            |                            |                            |                            |                           |   |                      |                      |
|  | River Plate                     | 0                               | -                               | -                               |   |                           |                                    |                                    |                                    |                                    |  |                           |                            |                            |                            |                            |                           |   |                      |                      |
|  | River Plate                     | 0                               | -                               | -                               |   |                           |                                    |                                    |                                    |                                    |  |                           |                            |                            |                            |                            | non conosciuta (bandiera) | - |                      |                      |
|  |                                 |                                 |                                 |                                 |   |                           |                                    |                                    |                                    |                                    |  |                           |                            |                            |                            |                            |                           | - |                      |                      |
|  |                                 | non conosciuta (bandiera)       | -                               |                                 |   |                           |                                    |                                    |                                    |                                    |  |                           |                            |                            |                            |                            |                           |   |                      |                      |
|  | Fortaleza                       | non conosciuta (bandiera)       | -                               | 0                               | 0 | 0                         |                                    |                                    |                                    |                                    |  |                           |                            |                            |                            |                            |                           |   |                      |                      |
|  | Fortaleza                       |                                 |                                 | 0                               | 0 | 0                         |                                    |                                    |                                    |                                    |  |                           |                            |                            |                            |                            |                           |   |                      |                      |
|  | Vélez Sarsfield                 | 0                               | 2                               | 2                               |   |                           |                                    |                                    |                                    |                                    |  |                           |                            |                            |                            |                            |                           |   |                      |                      |
|  | Vélez Sarsfield                 | 0                               | 2                               | 2                               |   | Vélez Sarsfield           | -                                  | -                                  | -                                  |                                    |  |                           |                            |                            |                            |                            |                           |   |                      |                      |
|  |                                 |                                 |                                 |                                 |   | Vélez Sarsfield           | -                                  | -                                  | -                                  |                                    |  |                           |                            |                            |                            |                            |                           |   |                      |                      |
|  |                                 | Racing                          | -                               | -                               | - |                           |                                    |                                    |                                    |                                    |  |                           |                            |                            |                            |                            |                           |   |                      |                      |
|  | Peñarol                         | Racing                          | -                               | -                               | - | 1                         | 1                                  | 2                                  |                                    |                                    |  |                           |                            |                            |                            |                            |                           |   |                      |                      |
|  | Peñarol                         |                                 |                                 |                                 |   | 1                         | 1                                  | 2                                  |                                    |                                    |  |                           |                            |                            |                            |                            |                           |   |                      |                      |
|  | Racing                          | 0                               | 3                               | 3                               |   |                           |                                    |                                    |                                    |                                    |  |                           |                            |                            |                            |                            |                           |   |                      |                      |
|  | Racing                          | 0                               | 3                               | 3                               |   |                           |                                    |                                    |                                    |                                    |  | Argentina (bandiera)      | -                          | -                          | -                          |                            |                           |   |                      |                      |
|  |                                 |                                 |                                 |                                 |   |                           |                                    |                                    |                                    |                                    |  | Argentina (bandiera)      | -                          | -                          | -                          |                            |                           |   |                      |                      |
|  |                                 | non conosciuta (bandiera)       | -                               | -                               | - |                           |                                    |                                    |                                    |                                    |  |                           |                            |                            |                            |                            |                           |   |                      |                      |
|  | Flamengo                        | non conosciuta (bandiera)       | -                               | -                               | - | 1                         | -                                  | -                                  |                                    |                                    |  |                           |                            |                            |                            |                            |                           |   |                      |                      |
|  | Flamengo                        |                                 |                                 |                                 |   | 1                         | -                                  | -                                  |                                    |                                    |  |                           |                            |                            |                            |                            |                           |   |                      |                      |
|  | Internacional                   | 0                               | -                               | -                               |   |                           |                                    |                                    |                                    |                                    |  |                           |                            |                            |                            |                            |                           |   |                      |                      |
|  | Internacional                   | 0                               | -                               | -                               |   | non conosciuta (bandiera) | -                                  | -                                  | -                                  |                                    |  |                           |                            |                            |                            |                            |                           |   |                      |                      |
|  |                                 |                                 |                                 |                                 |   | non conosciuta (bandiera) | -                                  | -                                  | -                                  |                                    |  |                           |                            |                            |                            |                            |                           |   |                      |                      |
|  |                                 | non conosciuta (bandiera)       | -                               | -                               | - |                           |                                    |                                    |                                    |                                    |  |                           |                            |                            |                            |                            |                           |   |                      |                      |
|  | Cerro Porteño                   | non conosciuta (bandiera)       | -                               | -                               | - | 0                         | -                                  | -                                  |                                    |                                    |  |                           |                            |                            |                            |                            |                           |   |                      |                      |
|  | Cerro Porteño                   |                                 |                                 |                                 |   | 0                         | -                                  | -                                  |                                    |                                    |  |                           |                            |                            |                            |                            |                           |   |                      |                      |
|  | Estudiantes                     | 1                               | -                               | -                               |   |                           |                                    |                                    |                                    |                                    |  |                           |                            |                            |                            |                            |                           |   |                      |                      |

### Risultati

#### Ottavi di finale
Le partite di andata degli ottavi di finale si disputano tra il 12 e il 14 agosto 2025, mentre le gare di ritorno si terranno tra il 19 e il 21 agosto 2025.
| Squadra 1         | Totale        | Squadra 2        | Andata | Ritorno   |
| ----------------- | ------------- | ---------------- | ------ | --------- |
| Atlético Nacional | 1–1 (3-4 dtr) | San Paolo        | 0–0    | 1–1       |
| Fortaleza         | 0–2           | Vélez Sarsfield  | 0–0    | 0–2       |
| Flamengo          | 1–0           | Internacional    | 1–0    | 20 agosto |
| Universitario     | 0–4           | Palmeiras        | 0–4    | 21 agosto |
| Libertad          | 0–0           | River Plate      | 0–0    | 21 agosto |
| Cerro Porteño     | 0–1           | Estudiantes (LP) | 0–1    | 20 agosto |
| Peñarol           | 2–3           | Racing Club      | 1–0    | 1–3       |
| Botafogo          | 1–0           | LDU Quito        | 1–0    | 21 agosto |

#### Quarti di finale
I quarti di finale si disputeranno in un doppio turno di andata e ritorno, il primo dei quali è stato programmato per il 16-18 settembre 2025, mentre il secondo per il 23-25 settembre 2025.
| Squadra 1                                             | Totale | Squadra 2                                             | Andata          | Ritorno         |
| ----------------------------------------------------- | ------ | ----------------------------------------------------- | --------------- | --------------- |
| non conosciuta (bandiera) · non conosciuta (bandiera) | –      | San Paolo                                             | 16–18 settembre | 23–25 settembre |
| Vélez Sarsfield                                       | –      | Racing Club                                           | 16–18 settembre | 23–25 settembre |
| non conosciuta (bandiera) · non conosciuta (bandiera) | –      | non conosciuta (bandiera) · non conosciuta (bandiera) | 16–18 settembre | 23–25 settembre |
| non conosciuta (bandiera) · non conosciuta (bandiera) | –      | non conosciuta (bandiera) · non conosciuta (bandiera) | 16–18 settembre | 23–25 settembre |

#### Semifinali
Le semifinali si disputeranno in un doppio turno di andata e ritorno, il primo dei quali è stato programmato per il 21-23 ottobre 2025, mentre il secondo per il 28-30 ottobre 2025.
| Squadra 1                                             | Totale | Squadra 2                                             | Andata        | Ritorno       |
| ----------------------------------------------------- | ------ | ----------------------------------------------------- | ------------- | ------------- |
| non conosciuta (bandiera) · non conosciuta (bandiera) | –      | non conosciuta (bandiera) · non conosciuta (bandiera) | 21–23 ottobre | 28–30 ottobre |
| non conosciuta (bandiera) · non conosciuta (bandiera) | –      | non conosciuta (bandiera) · non conosciuta (bandiera) | 21–23 ottobre | 28–30 ottobre |

#### Finale
| Lima 29 novembre 2025, ore --:-- UTC-3 |  | – |  | Estadio Monumental |

## Squadre trasferite inCopa Sudamericana2025
Durante la competizione, un totale di 12 squadre sono state trasferite dalla Copa Libertadores alla contemporanea Copa Sudamericana:
- 4 squadre uscite sconfitte dai confronti della Fase 3 della fase preliminare, che sono passate a disputare la fase a gironi di Copa Sudamericana;
- 8 squadre terze classificate nella fase a gironi, che sono passate a disputare gli spareggi per accedere agli ottavi di finale di Copa Sudamericana.

| Squadra                 | Fase di provenienza |
| ----------------------- | ------------------- |
| Deportes Iquique        | Fase 3              |
| Boston River            | Fase 3              |
| Melgar                  | Fase 3              |
| Corinthians             | Fase 3              |
| Universidad de Chile    | Gruppo A            |
| Independiente del Valle | Gruppo B            |
| Central Córdoba         | Gruppo C            |
| Alianza Lima            | Gruppo D            |
| Atlético Bucaramanga    | Gruppo E            |
| Bahia                   | Gruppo F            |
| Bolívar                 | Gruppo G            |
| San Antonio Bulo Bulo   | Gruppo H            |

## Statistiche
Dati aggiornati al 16 maggio 2025.

### Classifica marcatori
| Gol |  |  | Giocatore        | Squadra                 |
| --- |  |  | ---------------- | ----------------------- |
| 5   |  |  | Alan Patrick     | Internacional           |
| 5   |  |  | Hernán Barcos    | Alianza Lima            |
| 5   |  |  | Ramiro Vaca      | Bolívar                 |
| 4   |  |  | Alex Arce        | Liga de Quito           |
| 4   |  |  | Claudio Spinelli | Independiente del Valle |
| 4   |  |  | Kevin Quevedo    | Alianza Lima            |
| 4   |  |  | Kevin Viveros    | Atl. Nacional           |
| 4   |  |  | Maher Carrizo    | Vélez                   |